# Les Écrits nouveaux
Les Écrits nouveaux est une revue littéraire française fondée en novembre 1917 et publiée jusqu'en décembre 1922 par les éditions Émile-Paul Frères (60 numéros).

## Historique
Les Écrits nouveaux sont dirigés par Maurice Martin du Gard, cousin de Roger Martin du Gard, et leur comité de rédaction est composé d'Edmond Jaloux, Valery Larbaud, André Germain, et Philippe Soupault.
La revue devient début 1923 La Revue européenne (2 séries jusqu'en 1931).